# Jiangtun, Guangdong
Jiangtun (kinesiska: 江屯) är en köping i sydöstra Kina. Den ligger i Guangning härad i staden Zhaoqing i provinsen Guangdong, omkring 93 kilometer nordväst om provinshuvudstaden Guangzhou. 